# Tasmania Challenger 1978
Il Tasmania Challenger 1978 è stato un torneo di tennis facente parte della categoria ATP Challenger Series nell'ambito dell'ATP Challenger Series 1978. Il torneo si è giocato a Hobart in Australia dall'8 al 14 gennaio 1978 su campi in cemento.

## Vincitori

### Singolare
Bob Carmichael ha battuto in finale  John Marks con il punteggio di 4–6, 6–3, 6–4

### Doppio
John Marks /  Chris Kachel hanno battuto in finale  Greg Braun /  Peter Campbell con il punteggio di 6–1, 6–4